# Старі Депультичі
Старі Депультичі (Старе Депултиче, пол. Stare Depułtycze, раніше Депультичі Руські, пол. Depułtycze Ruskie) — колишнє українське село в Польщі, у гміні Холм Холмського повіту Люблінського воєводства. Населення — 161 особа (2011).

## Розташування
Знаходиться на Закерзонні (в історичній Холмщині).

## Історія
Село згадується в 1440 р. як «Dwiepultycz».
За даними етнографічної експедиції 1869—1870 років під керівництвом Павла Чубинського, у селі здебільшого проживали греко-католики, які розмовляли українською мовою.
1872 року місцева греко-католицька парафія налічувала 1100 вірян.
У 1921 році село входило до складу гміни Кривички Холмського повіту Люблінського воєводства Польської Республіки.
За переписом населення Польщі 10 вересня 1921 року на колонії Депультичі Руські налічувалося 22 будинки та 166 мешканців, з них:
- 84 чоловіки та 82 жінки;
- 132 православні, 34 римо-католики;
- 118 українців, 48 поляків.

У 1930 році господар Василь Гуль балотувався на виборах до Сейму від Українського Виборчого Блоку #11, від села Депультичі.
У 1938 році польська влада в рамках великої акції руйнування українських храмів на Холмщині і Підляшші знищила місцеву православну церкву 1908 року.
У 1943 році в селі проживало 334 українці та 52 поляки. 1943 року польські шовіністи вбили в селі 4 українців.
У 1975—1998 роках село належало до Холмського воєводства.

## Церква
До Першої світової війни селі була дерев'яна парафіяльна греко-католицька церква Воздвиження Чесного Хреста, збудована в середині XVIII ст. Польською владою церква забрана під костел. Порід з колишньою церквою стоїть дзвіниця, зведена наприкінці XVIII ст.

## Населення
Демографічна структура станом на 31 березня 2011 року:
|          | Загалом | Допрацездатний вік | Працездатний вік | Постпрацездатний вік |
| -------- | ------- | ------------------ | ---------------- | -------------------- |
| Чоловіки | 82      | 17                 | 59               | 6                    |
| Жінки    | 79      | 13                 | 52               | 14                   |
| Разом    | 161     | 30                 | 111              | 20                   |

## Особистості

### Народилися
- Василь Гуль (1897—1981) — український громадський діяч[9].